# Poquera
Porquera es una localidad peruana ubicada en el distrito de Inclán, perteneciente a la provincia y departamento de Tacna, al sur del Perú. En el 2017 tenía una población de 25 habitantes.